# Леви, Эрин
Эрин Леви (англ. Erin Levy) — американский сценарист телевидения. Работала над драматическим сериалом канала AMC «Безумцы». Обладательница премии «Эмми» и премию Гильдии сценаристов США.

## Биография
Гордон присоединилась к команде драматического сериала канала AMC «Безумцы» в качестве ассистента сценариста для третьего сезона в 2009 году. Она была одним из сценаристов эпизода «Закройте дверь. Садитесь.», вместе с создателем и шоураннером сериала Мэттью Вайнером.
Гордон вместе с другими сценаристами выиграла премию Гильдии сценаристов США за лучший драматический сериал на церемонии в феврале 2010 года за их работу над третьим сезоном.
В 2010 году она выиграла премию «Эмми» за сценарий к телесериалу «Безумцы».